# Solières
Solières is een dorp in de Belgische stad Hoei. Het ligt in deelgemeente Ben-Ahin.

## Bezienswaardigheden
Een kilometer ten zuiden van de plaats is de bovenslag watermolen Vieux Moulin de Solières gelegen, nu in gebruik als discotheek. De molen maakte deel uit van de abdij van Solières uit de 12e eeuw.
De Eglise Notre-Dame in Solières is een neogotische kerk uit 1858.

## Sport
Ten westen van Solières ligt de wielerbeklimming Côte de Solières.
Voetbalclub Solières Sport werd opgericht in 2002, en promoveerde nauwelijks elf jaar later voor het eerst naar Vierde Klasse.